# De absintdrinkster (Picasso)
De absintdrinkster is een schilderij van de Spaanse kunstschilder Pablo Picasso.
Het is uitgevoerd in olieverf op doek en meet 73 × 54 cm. Het bevindt zich in de Hermitage in Sint-Petersburg. Picasso heeft het in  de herfst van 1901 vervaardigd tijdens zijn tweede bezoek aan Parijs.
Het is een schilderij uit Picasso's klassieke periode.